# Laguna del Cofre
Laguna del Cofre es una localidad del estado mexicano de Chiapas. Es parte del municipio de Montecristo de Guerrero.

## Demografía
| Gráfica de evolución demográfica |
|                                  |

| Censo | Población |
| ----- | --------- |
| 1940  | 102       |
| 1950  | 198       |
| 1960  | 442       |
| 1970  | 545       |
| 1980  | 233       |
| 1990  | 1 021     |
| 2000  | 798       |
| 2010  | 1 055     |
| 2020  | 1 201     |